# Volnovka (Atkarsk)
|  | Per a altres significats, vegeu «Volnovka». |

Volnovka (en rus: Вольновка) és un poble de l'óblast de Saràtov, a Rússia, segons el cens del 2010 tenia 21 habitants. Pertany al districte municipal d'Atkarsk.